# Văsălie Moiș
Văsălie Moiș (n. 8 februarie 1951) este un fost senator român în legislatura 1990-1992 ales în județul Satu Mare pe listele partidului FSN și deputat în legislatura 2000-2004 ales în județul Satu-Mare pe listele Partidului România Mare. În legislatura 1990-1992, Văsălie Moiș a fost membru în grupurile parlamentare de prietenie cu Statul Israel, Japonia și Ungaria iar în legislatura 2000-2004 a fost membru în grupurile parlamentare de prietenie cu Republica Tunisiană și UNESCO. În legislatura 1990-1992, a fost vicepreședinte al Senatului, membru al Comitetului Adunării Constituante și șef al Delegației Parlamentare Române la Adunarea Parlamentară a Consiliului Europei, unde a creat Grupul Țărilor Latine. Este autorul proiectelor Legii Stemei și a Sigiliului de Stat și al Legii Sărbătorii Naționale a României. În calitate de președinte de ședință, a condus dezbaterile Senatului la adoptarea Legii fondului funciar, Legea societăților comerciale, Legea frontierei, Legea SRI și  Legii Privatizării. Este autorul a două articole  din Constituție: obligațiile Statului Român față de românii din străinătate și libertatea economică. În anul 1990 a condus Delegația Parlamentară Română la reuniunea de la Madrid a CSCE unde a semnat, în numele României, înființarea Adunării Parlamentare a OSCE. Este autorul lucrărilor de istorie "De la Aquile Heliaca la Stema României”, ” Părintele dr. Vasile Lucaciu, un apostol al Unirii Neamului Românesc”, ”Intoleranță și crimă”, 3 volume, ”Ținutul Secuiesc între himeră și trădarea României” și al romanului fluviu ”În spatele ușilor deschise”, din care au fost publicate, până în prezent, 6 volume, iar în final va cuprinde 20 de volume. 